# Imbabura Sporting Club
El Imbabura Sporting Club es un equipo de fútbol ecuatoriano, es un club deportivo ecuatoriano originario del Barrio La Merced de San Roque, parroquia rural del cantón Antonio Ante (cabecera cantonal Atuntaqui), Imbabura, fundado el 3 de enero de 1993. Actualmente participa en la Serie B de Ecuador.

## Historia
El Imbabura Sporting Club fue fundado el 3 de enero de 1993, en la Fábrica de Medias Gardenia propiedad del presidente del club, Luis Heriberto Aguirre y su esposa Gardenia Recalde, en el corazón del popular Barrio de La Merced en San Roque, parroquia rural del cantón Antonio Ante (cabecera cantonal Atuntaqui), Imbabura. El club fundamentalmente se ha financiado y se financia con los recursos del presidente y de su empresa textil familiar. Con el paso del tiempo, fue contando con jugadores profesionales que elevaron el nivel futbolístico del equipo.
Desde su creación, empezó a participar en la Segunda Categoría, donde empezó a competir en los escalones más bajos del fútbol ecuatoriano que el pozo siempre pudo ser más profundo en el tercer escalón la cual jugó por dos años hasta 1995, año en que quedó campeón del torneo provincial de segunda categoría de Imbabura organizado por la Asociación de Fútbol Profesional de Imbabura de manera invicta y además bicampeón del torneo provincial de segunda categoría de Imbabura; luego en el zonal superaron a la histórica, aguerrida y noble Universidad Católica de Quito y ADAC de Santo Domingo de los Colorados ambos de Pichincha y al cuadro de Luz de América de Ibarra; después en la siguiente fase superó al Star Club de Chimborazo; y luego en el triangular final se enfrentaron a las escuadras del Audaz Octubrino de Machala y Santa Rita de Vinces. El equipo de la provincia de los lagos alternó su localía en el viejo Estadio Olímpico Municipal El Batán de Otavalo y en el Estadio Olímpico de Ibarra, la segunda fase lo jugó solo en el Estadio Olímpico de Ibarra sobreponiéndose a Star Club de Riobamba en la ida y el triangular final lo jugó solo en el Estadio Olímpico de Ibarra sobreponiéndose a Santa Rita de Vinces y Audaz Octubrino de Machala. Sin embargo, al final, el equipo de la provincia de los lagos quedó campeón de Segunda Categoría y ascendió por primera vez a la Serie B con apenas tres años de creación, el equipo de la provincia de los lagos logró ganarse ante el histórico, viejo y querido Audaz Octubrino por 3-0 con goles de Nelson Montenegro, Wilson Méndez y Joel Carabalí disputado en el Estadio Olímpico "Ciudad de Ibarra" ascendiendo a la Serie B por primera vez en su historia a falta de una fecha del final del triangular final del torneo de Segunda Categoría el 13 de diciembre de 1995 en Ibarra la capital de la provincia de Imbabura. En 1996, el club imbabureño jugó por primera vez en la Serie B en ese mismo año se pudo observar el ascenso del fútbol imbabureño Imbabura S. C. llegó a la Serie B por primera vez en su historia fue entrenado por el estratega ibarreño Mauricio Bolaños. Su debut ante Panamá se disputó en el Estadio Modelo de Guayaquil el 27 de abril de 1996 fue sorpresivamente derrotado por 1-0 con gol de John Bermeo en favor de Panamá hundió a los imbabureños que debutó en la Serie B tras el ascenso a la Serie B en 1995. Pero, este año 1996, año en el cual el equipo descendió a Segunda Categoría por primera vez en su historia al final de temporada en la penúltima fecha de la Segunda Etapa de la Serie B de 1996 se enfrentaron Imbabura S. C. y Liga de Loja los 2 equipos estaban muy comprometidos en los últimos lugares de la tabla acumulada del mismo torneo. A los gardenios les alcanzaban con una victoria para permanecer en la categoría, pero cayó 3-2 en la capital imbabureña, ocupando el último lugar de la tabla acumulada de aquel torneo a consecuencia de bajar de categoría era la primera vez en casi 4 años del profesionalismo, que un equipo imbabureño perdió la categoría, tras una campaña irregular el club perdió la categoría al final de la temporada.
Desde 1997 y durante 8 años el Imbabura S. C. jugó en la Segunda Categoría. A finales del 2005 volvió a subir a la Serie B, después de 9 años. Uno de los partidos más recordados fue el triunfo ante el Venecia de Babahoyo en Ibarra por 2-0, con goles de Daniel Reascos y Edmundo Zura. A finales del 2006 ascendió por primera vez a la Serie A al golear a Esmeraldas Petrolero 4-1, coronándose como Campeón de la Segunda Etapa de la Serie B en Ibarra.
Luego en 2007 el Imbabura S. C. con una inversión de 1.000.000 de dólares jugó por primera vez en la Serie A en esta nueva temporada entrenados por el técnico Wilson Armas pone a prueba a diferentes jugadores argentinos  colombianos y ecuatorianos entre ellos Adrián Giampietri, Andrés Felipe Castillo Henao, Leonardo Maldonado, Sandro Borja y Orfilio Mercado después de hacer todo lo posible, sufrió otros pésimos resultados para el equipo gardenio y luego descendió a Serie B al final de temporada.
Durante el año 2010, el elenco imbabureño se sacude de todas las complicaciones de la temporada anterior. De la mano del exjugador, Luis "El Mariscal" Armas, y con el arribo de varios jugadores de experiencia en el ascenso como Rommel Zura, Diego Ayoví, Luis Congo, Daniel Viveros, Adán Ayala, Jorge Folleco, Alexis Santacruz, Julián Mina, Edison Vega y Francisco Mera, Imbabura S. C. realiza una gran campaña. A mediados de año ganó la primera etapa del torneo en la primera ubicación de la Serie B seguido de Liga de Loja, quien sólo lo superó debido a que tenía más partidos ganados.
Ya en la fecha final de la segunda etapa de la Serie B del 2010, el club demostró solidez y logró un gran rendimiento, finalizando como Subcampeón de la Serie B, detrás de Liga de Loja, al vencer al descendido UTE por 3-1 en el Estadio Olímpico de Ibarra, con los goles conseguidos por los ecuatorianos Edison Vega a los 10 minutos y dos tantos de Luis Congo a los 46 minutos y al finalizar los 90 minutos. Con esto, Imbabura S. C. logró su ansiado regreso a la Serie A luego de pasar 4 años en Primera División (B) del fútbol nacional.
En el año 2011, el rendimiento del equipo textilero fue bajo. En la Primera Etapa finalizó décimo con 23 puntos. El magro desempeño llevó a la renuncia del entrenador Luis Armas y a las llegadas de Eduardo Granda, Fabián Bustos, Nelson Montenegro, Janio Pinto y Cipriano Valentím en sus reemplazos. Pudo subir el nivel del club, logrando impresionantes resultados como la victoria 3-0 conseguida de local ante Espoli. Pese a esta alza, los puntos obtenidos en el Campeonato Nacional no fueron suficientes y el Gardenio descendió a la Serie B tras vencer en la última fecha 2-1 al Emelec con goles de Francisco Mera y Luis Congo en el Estadio Olímpico de Ibarra.
El conjunto gardenio quiere ganar el corazón de la hinchada de Ibarra. Para ello, los gardenios ya sólo se limitan a jugar en el Estadio Olímpico de Ibarra, que hace de la capital de la provincia de Imbabura su sede permanente. Vale actualizar que Imbabura S. C. simplemente se limitaba a jugar los partidos en Ibarra, pero el cuartel general del equipo gardenio sigue en la ciudad de Ibarra. Pero eso va a mantener, ya que, en este 2011, los gardenios pasarán más tiempo en la capital imbabureña y ya entrenarán ahí. Actualmente, hay seis opciones para que los jugadores cumplan con los entrenamientos: el mismo Estadio Olímpico de Ibarra, el Estadio Universitario de la Pontificia Universidad Católica del Ecuador Sede Ibarra, el Estadio del Instituto Superior Tecnológico Liceo Aduanero y el Estadio del Colegio Nacional Teodoro Gómez de la Torre los cuatro están en buenas condiciones. Además, existe seis buenas infraestructuras hoteleras imbabureñas para acoger al plantel gardenio como es el Hotel Ajaví, ubicada en la Avenida Mariano Acosta y Gabriela Mistral en Ibarra, el Hotel Montecarlo, ubicada en la Avenida Jaime Rivadeneira en la misma ciudad, la Hostería El Prado, ubicada en la Panamericana Norte km. 1 Sector El Olivo Vía a Tulcán, el Oasis Hostería, ubicada en la Panamericana Norte km. 39 en Ambuqui, parroquia rural del cantón Ibarra en el Valle del Chota Vía a Tulcán, la Hostería Chorlaví, ubicada en la Panamericana Sur km. 4 ½ Vía a Quito, la Hostería Rancho de Carolina, ubicada en la Panamericana Sur km. 4 Vía a Quito y la Hostería Natabuela, ubicada en la Panamericana Sur km. 8 en Natabuela, parroquia rural del cantón Antonio Ante (cabecera cantonal Atuntaqui).
Luego de 25 años de vigencia, presencia y permanencia de la Provincia de Imbabura en el fútbol profesional de la Serie A y Serie B del fútbol ecuatoriano, en el 2017, fue el año más triste en la historia del Imbabura S. C. con que el equipo imbabureño sufrió los pésimos resultados para el equipo de los lagos y luego descendió a Segunda Categoría por segunda vez en su historia al final de temporada en la última fecha de la Segunda Etapa de la Serie B del 2017 se enfrentaron Imbabura S. C. y Mushuc Runa. A pesar de la victoria del Imbabura S. C. por goleada 6-3 sobre Mushuc Runa en la capital imbabureña, ocupando el penúltimo lugar de la tabla acumulada de aquel torneo a consecuencia de bajar de categoría era la segunda vez en casi 25 años del profesionalismo que un equipo imbabureño perdió la categoría, ya que el empate del Manta FC sobre Santa Rita en el puerto manabita lo sepultó al equipo imbabureño, que tendrá que jugar la temporada 2018 en la Segunda Categoría del fútbol ecuatoriano en plena indignación del pueblo de Imbabura, pleno drama del equipo textilero, plena dramática situación del cuadro imbabureño y pleno triste adiós al equipo gardenio debido a los problemas financieros. La ciudad de Ibarra y la provincia de Imbabura se quedaron sin equipos en la Serie A y Serie B de fútbol ecuatoriano y aquella provincia por segunda vez en 26 años desde la fundación del club, el 3 de enero de 1993, además se quedó sin fútbol ni equipos de fútbol de Quito pertenecientes a la Asociación de Fútbol No Amateur de Pichincha (AFNA) tales como: Liga de Quito, Aucas, El Nacional, Universidad Católica, Deportivo Quito, Espoli y América de Quito cuando juega en el Estadio Olímpico "Ciudad de Ibarra" como provisional, alternativo y alterno en caso de suspensión de los estadios de la AFNA por una o más fechas, una o más temporadas y una o más pretemporadas no lo hacía desde el primer y único ascenso del viejo, querido e inactivo 2 de Marzo a la Serie B del fútbol ecuatoriano en 1991.

### 2021: Ascenso a la Serie B
Luego de una gran temporada en el Campeonato Provincial de Segunda Categoría Imbabura 2021, donde el equipo quedaría en 3.er. lugar por detrás del subcampeón Santa Fe y del campeón Leones del Norte; en el Ascenso Nacional 2021, Imbabura Sporting Club logró llegar a la semifinal donde disputaría el partido contra el campeón de la Segunda Categoría de Imbabura del mismo año, Leones del Norte de Atuntaqui, en donde se definiría a uno de los dos ascendidos que jugaría la temporada 2022 de la Serie B del fútbol ecuatoriano. En una primera instancia en el partido de ida el marcador terminaría empatado 1-1, en un partido muy igualado de cada lado en dónde con un gol del jugador Jefferson Congo en el minuto 15 ponía la victoria a favor del equipo contrario y un gol del jugador Leonar Espinoza en el minuto 81 ponía el empate sellaría el partido que finalizó con empate por 1-1 y convirtiendo así al partido de vuelta, en la ciudad de Otavalo, el partido decisivo en donde se definiría al equipo ascendido.
El encuentro de vuelta se jugó en Otavalo Valle del Amanecer la mañana del sábado 30 de octubre de 2021, en dónde con un gol del jugador Leonar Espinoza en el minuto 76 ponía la victoria a favor del equipo gardenio y un gol del jugador Rony Caicedo en los minutos finales sellaría el partido que finalizó con victoria gardenia por 2-0, asegurando así su clasificación a la LigaPro Serie B 2022 y devolviendo el fútbol de Primera Categoría a la ciudad de Ibarra y a la provincia de Imbabura luego del descenso a la Segunda Categoría en el año 2017.

### 2023: Ascenso a la Serie A
La temporada 2023 es la más exitosa del Imbabura Sporting Club al lograr el ascenso a la Serie A bajo la dirección técnica del joven entrenador Joel Armas, empezó su segunda temporada consecutiva en la Serie B logrando el ascenso al derrotar al campeón de la Serie B del 2023 Macará por 4-0 en Ibarra, finalmente el equipo gardenio culminaría el año con una nueva victoria por goleada en la última fecha contra el mismo rival por el mismo marcador en la capital imbabureña.

### 2024: Descenso a la Serie B
El 30 de noviembre del 2024 al perder el partido 1-2 contra Aucas la escuadra imbabureña descendió a la Serie B por tercera vez.

## Uniforme
- Uniforme titular: Camiseta blanca con detalles azules con mangas azules, rojas y verdes, pantalón azul con blanco, medias blancas con líneas azules.
- Uniforme alternativo: Camiseta azul con detalles blancas con mangas blancas y verdes, pantalón blanco con azul, medias azules con líneas blancas.

Bandera de la Provincia de Imbabura

El uniforme titular del Imbabura S. C. está inspirado en los colores de la bandera de la Provincia de Imbabura.

### Evolución
| 1995-1996 |

| Uniforme Titular 2006 | Uniforme Alterno 2006 | Uniforme Titular 2007-2009 | Uniforme Alterno 2007-2009 |  |

| Uniforme Titular 2010 | Uniforme Alterno 2010 | Uniforme Titular 2011-2012 | Uniforme Alterno 2011-2012 |  |

| Uniforme Titular 2013 | Uniforme Alterno 2013 | Uniforme Titular 2013 | Uniforme Alterno 2013 |  |

| Uniforme Titular 2014 | Uniforme Alterno 2014 | Uniforme Titular 2015 | Uniforme Alterno 2015 |  |

| Uniforme Titular 2016 | Uniforme Alterno 2016 | Uniforme Titular Primera Etapa 2017 | Uniforme Titular Segunda Etapa 2017 | Uniforme Alterno 2017 |  |

| Uniforme Titular 2018 | Uniforme Alterno 2018 | Uniforme Titular 2019 | Uniforme Alterno 2019 |  |

| Uniforme Titular 2020 | Uniforme Alterno 2020 | Uniforme Titular 2021 | Uniforme Alterno 2021 |  |

| Uniforme Titular 2022 | Uniforme Alterno 2022 | Uniforme Tercero 2022 |  |

| Uniforme Titular 2023 | Uniforme Alterno 2023 | Uniforme Tercero 2023 |  |

| Uniforme Titular 2024 | Uniforme Alterno 2024 | Uniforme Tercero 2024 |

### Auspiciantes
- Actualizado al 2025.

La camiseta actual lleva la marca Ortiz Design, empresa ecuatoriana de confección y distribución de accesorios deportivos; con la cual el club tiene vínculo desde 2021 y el patrocinador principal es Fábrica Gardenia desde 2016.[cita requerida]
Esta será la cronología de las marcas y patrocinadores de la indumentaria del club.
Las siguientes tablas detallan cronológicamente las empresas proveedoras de indumentaria y los patrocinadores que ha tenido el equipo de América de Quito desde el año 1993 hasta la actualidad:
| Período       | Proveedor             |
| ------------- | --------------------- |
| 1993-1995     | Sin Marca             |
| 1995-1996     | Textiles del Pacífico |
| 1997-2006     | Sin Marca             |
| 2007-2009     | Aurik                 |
| 2010-2011     | Gioco                 |
| 2011-2013     | Aurik                 |
| 2013          | Mega Sport            |
| 2014          | Sin Marca             |
| 2015          | Ortiz Design          |
| 2016          | Spill                 |
| 2017          | Ortiz Design          |
| 2017-2020     | Spill                 |
| 2021-presente | Ortiz Design          |

| Período       | Patrocinador             |
| ------------- | ------------------------ |
| 1993-1995     | Sin Patrocinador         |
| 1996          | Emelnorte                |
| 1997-2009     | Sin Patrocinador         |
| 2010          | Gioco                    |
| 2011-2012     | Lafarge                  |
| 2013          | Sin Patrocinador         |
| 2013          | El Patio de los Juguetes |
| 2014          | Fábrica Gardenia         |
| 2015          | El Patio de los Juguetes |
| 2016-presente | Fábrica Gardenia         |

## Estadio
El Estadio Olímpico de Ibarra es un estadio de fútbol de Ecuador. Está ubicado en la calle Arsenio Torres y avenida Cristóbal de Troya de la ciudad de Ibarra. Su capacidad es para 18.600 espectadores.
Fue inaugurado el 4 de agosto de 1988 (anteriormente conocido como Estadio Olímpico Municipal) siete años después el Estadio Olímpico Municipal cambió de su nombre al actual Estadio Olímpico "Ciudad de Ibarra" que fue remodelada, reconstruida y reinaugurada el 4 de agosto de 1995. Hasta el 4 de agosto de 1995, el Estadio Olímpico Municipal fue de propiedad del Ilustre Municipio de Ibarra, fecha en la cual fue donado a la Federación Deportiva de Imbabura a través de escritura pública suscrita por el Ing. Luis Mejía Montesdeoca, Ex-Prefecto de la provincia y por otra Lic. Rafael Zumárraga, en calidad de expresidente de la Institución favorecida. 14 años después Desde el 29 de julio de 2009, El Estadio Olímpico "Ciudad de Ibarra" pasó ser administrado por la Federación Deportiva de Imbabura, fecha en la cual fue donado a la Federación Deportiva de Imbabura a través de escritura pública suscrita por el Sr. Washington Barreno, en calidad de Presidente de la Institución favorecida, una vez que el Gobierno Provincial de Imbabura, entregó oficialmente este escenario a la Matriz del Deporte. La Cámara Provincial hizo efectivo este traspaso dando cumplimiento a lo que establece Ley del Deporte en su artículo 54. Este escenario tiene una capacidad para 18.000 personas y cuenta con una pista de material sintético.
Este estadio fue una de las sedes del Campeonato Mundial Sub-17 Ecuador 1995, y se disputaron allí partidos entre Brasil, Alemania, Omán y Canadá.
En 2007 con apariencia renovada, en este estadio allí se jugaron nueve partidos de la ronda final del Campeonato Sudamericano Sub-17 Ecuador 2007: entre Ecuador (como anfitrión), Colombia, Argentina, Brasil, Perú y Venezuela.
En 2011 con apariencia renovada, También en este estadio allí se jugaron diez partidos de la primera ronda del Campeonato Sudamericano Sub-17 Ecuador 2011, entre las selecciones de Brasil, Venezuela, Colombia, Chile y Paraguay.
Acerca de competencias deportivas, este estadio acogió a nivel nacional, fue sede de los X Juegos Nacionales Ibarra 2004.
El estadio también desempeña un importante papel en el fútbol local, ya que los clubes ibarreños como el Imbabura Sporting Club, Espoli de Quito (provisional), Valle del Chota, Teodoro Gómez de la Torre, Ibarra Fútbol Club, Ibarra Sporting Club, 28 de Septiembre, 17 de Julio, 28 de abril, SC Alianza, PUCE-SI, Universidad Técnica del Norte y Luz de América hacían y/o hacen de locales en este escenario deportivo.
Asimismo, este estadio es sede de distintos eventos deportivos a niveles provincial y local, así como es escenario para varios eventos de tipo cultural, especialmente conciertos musicales (que también se realizan en el Coliseo Luis Leoro Franco y en la Plaza de Toros La Candelaria de Ibarra).

## Datos del club
- Puesto histórico: 35.º (33.º según la RSSSF)[25]
- Temporadas en Serie A: 3 (2007, 2011, 2024).[26]
- Temporadas en Serie B: 14 (1996, 2006, 2008-2010, 2012-2017, 2022-2023, 2025).[26]
- Temporadas en Segunda Categoría: 16 (1993-1995, 1997-2005, 2018-2021).
- Mejor puesto en la liga: 10.º (2007).
- Peor puesto en la liga: 15.º (2024).
- Mayor goleada a favor en torneos nacionales:
  - 4 - 0 contra Liga de Quito (14 de septiembre de 2024).[27][28]
- Mayor goleada en contra en torneos nacionales:
  - 6 - 1 contra Liga de Quito (29 de abril de 2007).[29]
- Máximo goleador histórico: Leandro Pantoja (35 goles anotados en partidos oficiales).
- Máximo goleador en torneos nacionales:
- Primer partido en torneos nacionales:
  - Imbabura 1 - 1 Deportivo Azogues (10 de febrero de 2007 en el Estadio Olímpico "Ciudad de Ibarra").[29]

## Jugadores

### Plantilla 2025
- Última actualización: 15 de mayo de 2025.

- = Capitán.
- = Lesionado.

#### Altas y bajas Primera etapa 2024
- Última actualización: 7 de febrero de 2024.

| Altas             |                |                  |                |
| Jugador           | Posición       | Procedencia      | Tipo           |
| Mario Valero      | Guardameta     | Atlético Porteño | Fin de cesión. |
| John Gonzales     | Defensa        | Pelileo S. C.    | Fin de cesión. |
| Marcelo Mantilla  | Defensa        | Pelileo S. C.    | Fin de cesión. |
| Sebastián Vizuete | Centrocampista | Cumbayá F. C.    | Fin de cesión. |
| Jefferson Padilla | Centrocampista | Cumbayá F. C.    | Fin de cesión. |
| Juan Alcívar      | Centrocampista | Da Encarnação    | Fin de cesión. |
| Alexis Villamil   | Centrocampista | La Unión         | Fin de cesión. |
| Diego Vazquez     | Delantero      | Bandera de ?     | Libre.         |

| Bajas                |                |                       |                |
| Jugador              | Posición       | Destino               | Tipo           |
| Mario Lozano         | Guardameta     | Universitario         | Libre.         |
| Pablo Anangonó       | Defensa        | Santa Fe S. C.        | Libre.         |
| Erick Mendoza        | Centrocampista | Delfín                | Libre.         |
| Francisco de la Cruz | Centrocampista | El Nacional           | Libre.         |
| Danny Burbano        | Centrocampista | Independiente Juniors | Fin de cesión. |
| Richart Ortiz        | Delantero      | General Caballero     | Fin de cesión. |

### Convocados a Selecciones Nacionales

#### Copa Mundial de Fútbol
| N.° | Jugador         | Selección | Mundial    |
| --- | --------------- | --------- | ---------- |
| 1   | Kevin Rodríguez | Ecuador   | Catar 2022 |

## Palmarés

### Torneos nacionales
| Competición                        | Títulos  | Subcampeonatos |
| ---------------------------------- | -------- | -------------- |
| Serie B de Ecuador (1/2)           | 2006-II. | 2010, 2023.    |
| Segunda Categoría de Ecuador (1/2) | 1995.    | 2005, 2021.    |

### Torneos provinciales
| Competición                         | Títulos                                                                           | Subcampeonatos          |
| ----------------------------------- | --------------------------------------------------------------------------------- | ----------------------- |
| Segunda Categoría de Imbabura (7/4) | 1994, 1995 (Invicto), 2000, 2003, 2004, 2005, 2018 (Invicto). (Récord compartido) | 1993, 2001, 2019, 2020. |